# Aorsos
Aorsos (em latim: Aorsi; em grego clássico: Αορσοι; romaniz.: Aorsoi), ou adorsos (em latim: adorsi) segundo Tácito, foram uma numerosa e poderosa tribo que habitou a Europa e Ásia. Ptolomeu, que os definiu como sármatas no sentido amplo do termo, os situou entre os povos da Sarmácia, entre o golfo Venédico (mar Báltico) e as montanhas Ripenas (na porção oriental da Prússia), a sul dos agatirsos e ao norte dos pagiritas. Os aorsos asiáticos, por sua vez, foram localizados na Cítia, a nordeste da margem do mar Cáspio, entre os asiotas que habitavam a leste da foz do Ra (Volga) e os jaxartas que se estendiam até o rio Jaxartes. A partir de uma afirmação de Estrabão se pensou que a posição asiática dos aorsos seja sua terra natal, mas nada é certo.
Sua principal posição, e de onde aparecem nos registros históricos, ficava no país entre o rio Tánais (Dom), o mar Negro, o Cáspio e o Cáucaso. Ali, Estrabão os colocou ao sul dos citas nômades, que habitam em carroças, os sármatas, que também são citas, ou seja, aorsos e siracenos, estendendo-se ao sul até as montanhas do Cáucaso; alguns deles eram nômades, outros moravam em tendas e cultivavam a terra. Depois, fala sobretudo de aorsos e siracenos, mas o significado é obscurecido por erros no texto. Parece que, como foi dado na tradução de Christoph Gottlieb Groskurd, havia tribos de aorsos e siracenos a leste do lago Meótis (Azove), os primeiros morando no Tánais e os segundo mais adiante ao sul do rio Acardeu, que flui do Cáucaso ao Meótis.
Ambos eram poderosos, pois quando Fárnaces II, filho de Mitrídates VI (r. 120–63 a.C.), possuía o Reino de Bósforo, ele foi provido com 20 000 cavaleiros por Abéaco, rei dos siracenos, e 200 000 por Espadines, rei dos aorsos. Mas esses dois povos são vistos por Estrabão apenas como exilados da grande nação dos aorsos, que moravam mais ao norte e que ajudavam Fárnaces com uma força ainda maior. Esses aorsos, mais ao norte, acrescenta ele, percorreram a maior parte da costa do Cáspio e realizaram um extenso tráfego de mercadorias indianas e babilônicas, que trouxeram camelos da Média e Armênia. Eles eram ricos e usavam ornamentos de ouro. Em 50, os aorsos ajudaram Cótis I (r. 45–63) e o general romano Caio Júlio Áquila com um corpo de cavalaria, contra os rebeldes Mitrídates III (r. 38–45), que foi ajudados pela siracenos.